# Dakota Territoriet
Dakota Territoriet var navnet på et amerikansk Territorium, som eksisterede fra 1861 til 1889. Territoriet omfattede den nordlige del af det område, som USA anskaffede ved Louisiana-købet fra Frankrig i 1803.
Hovedparten af Dakota Territoriet var tidligere en del af Minnesota Territoriet og Nebraska Territoriet. Da Minnesota blev til en delstat i 1858 blev området øst for Missourifloden ikke medtaget. Da Yankton traktaten blev underskrevet senere samme år afgav Lakota indianerne et stort landområde til USA, og tidlige nybyggere dannede en uofficiel provisorisk regering og prøvede at opnå status som delstat. Først tre år senere, da den nyvalgte præsident Abraham Lincolns tilgiftede fætter J.B.S. Todd personligt udøvede lobbyvirksomhed, besluttede regeringen i Washington at oprette Dakota Territoriet.
Territoriet blev officielt oprettet den 2. marts 1861. Ved oprettelsen omfattede Dakota Territoriet en stor del af vore dages Montana og Wyoming. I 1868 betød oprettelse af nye territorier, at Dakota Territoriet blev reduceret til nogenlunde den størrelse North Dakota og South Dakota har i dag.
Territoriets hovedstad var Yankton fra 1861 til 1883, hvor den blev flyttet til Bismarck. Dakota Territoriet blev delt i delstaterne North Dakota og South Dakota den 2. november 1889. Optagelsen af to delstater i stedet for én skete af en række årsager. De to befolkningscentre i territoriet var i det nordøstlige og det sydøstlige hjørne af territoriet, flere hundrede kilometer fra hinanden. Indenfor Unionen var der et pres fra det Republikanerne for at få optaget to delstater i Unionen frem for én, for at få flere medlemmer af senatet.

## Livet i Dakota Territoriet
Efter at være blevet organiseret som territorium voksede befolkningen kun langsomt i de første år, og derefter meget hurtigt under "Dakota-boomet" fra 1870 til 1880. Der var en række årsager til at befolkningstallet kun voksede langsomt i starten. For det første blev Sioux indianerne betragtet som fjendtlige og en trussel mod de tidlige nybyggere. Indianerne blev gradvist besejret og ophørte med at være en trussel. Det senere boom kan tilskrives væksten i jernbaner, især Northern Pacific Railroad. Nybyggerne, som kom til Dakota Territoriet, kom fortrinsvis fra andre vestlige territorier og fra det nordlige og vestlige Europa. Der var store grupper nordmænd, svenskere, tyskere og canadiere.
Livet i Dakota var baseret på landbrug og den frugtbare jord. Hvede blev den vigtigste indtægtskilde i territoriet. Territoriet blev ramt af en økonomisk krise i 1880'erne på grund af at prisfald på hvede og tørke ramte territoriet hårdt. Af anden økonomisk aktivitet kan nævnes minedrift og opdræt af kvæg. Der blev fundet guld i Black Hills hvilket trak flere nybyggere til. Denne befolkningsvækst førte til en større efterspørgsel efter kødprodukter, og kvægdrift blev den fremherskende form for landbrug på Dakotas enorme åbne vidder.